# Attenbrunnmühle

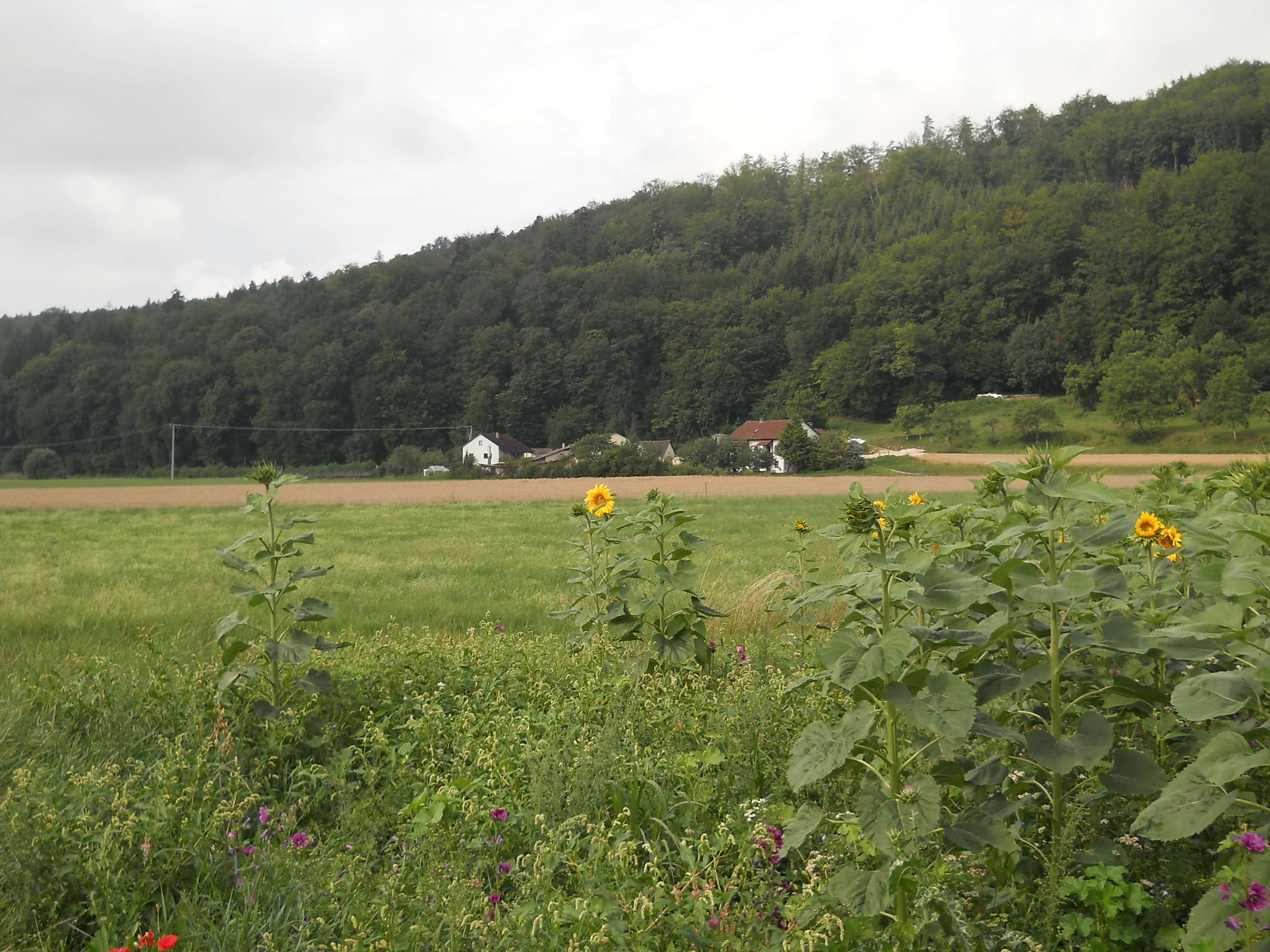
Attenbrunnmühle

Die Attenbrunnmühle ist eine zum Markt Dollnstein gehörende Einöde im Altmühltal im Landkreis Eichstätt im Naturpark Altmühltal.

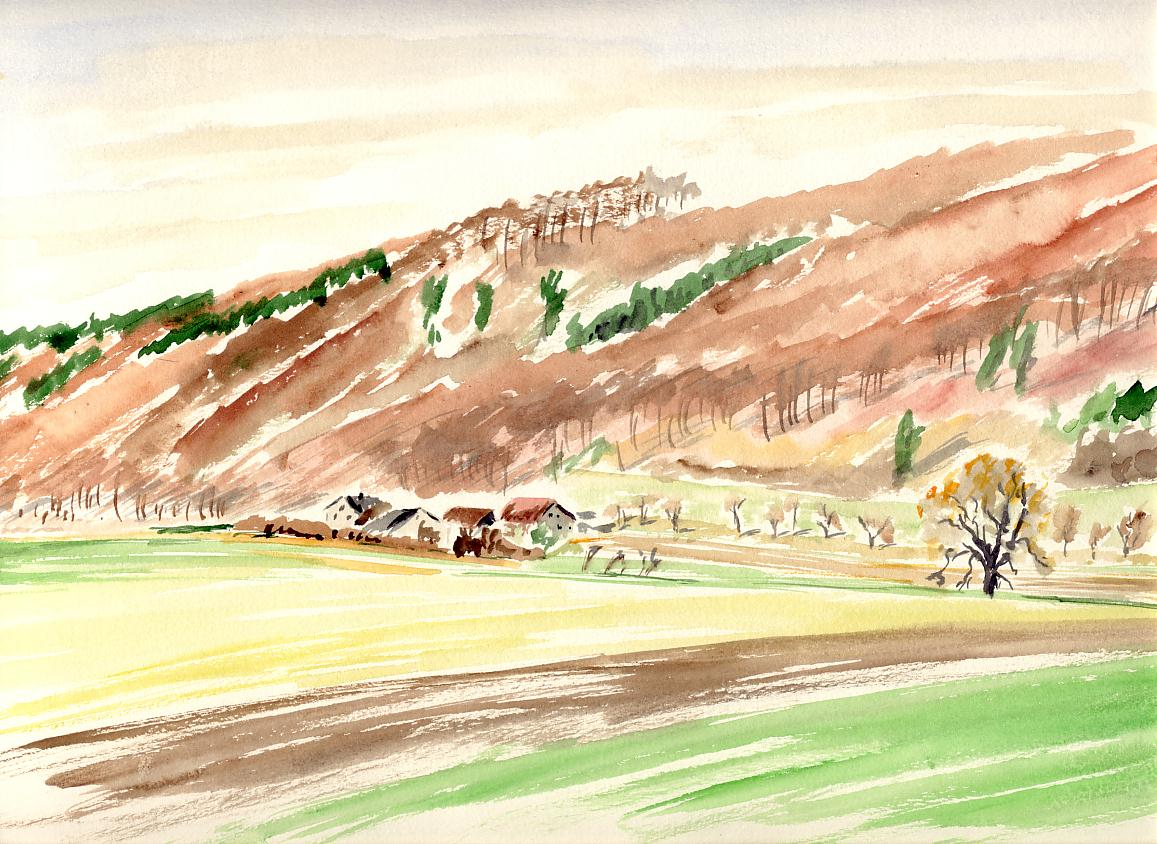
Attenbrunnmühle im Altmühltal. Aquarell von Siegfried Schieweck-Mauk, Eichstätt

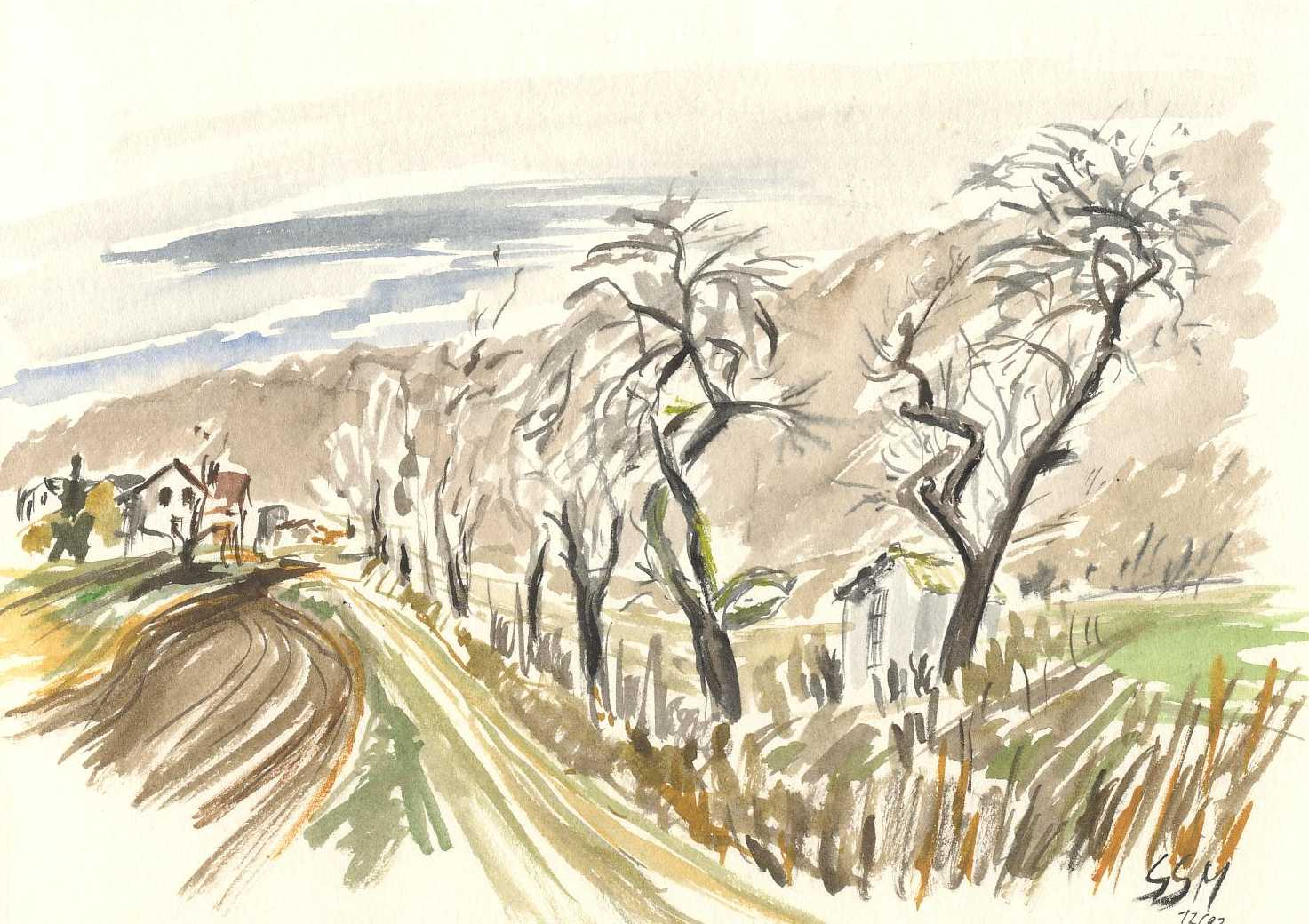
Weg zur Attenbrunnmühle im Altmühltal. Aquarell von Siegfried Schieweck-Mauk, Eichstätt

## Lage
Wie der Namensteil „Brunn“ andeutet, liegt die Mühle an einem starken Quellbach am linken Altmühl-Talrand zwischen der Schernfelder Brücke nach Obereichstätt und Breitenfurt. Eine kleine Anliegerbrücke, über die auch der Altmühltal-Radwanderweg verläuft, stellt mit einem sich anschließenden Asphaltweg die Verbindung zur Staatsstraße 2230 her.

## Geschichte
Die Einöde ist wohl nach einem Atto benannt, andererseits wurde sie auch als Altenbrunnmühle bezeichnet. 1261 schenkte der Ortsadelige Heinrich von Hofstetten dem Kloster Rebdorf einen Attenbrunner Acker. Im 14. Jahrhundert ist eine Mahlmühle nachgewiesen, angetrieben von einer Quelle. 1466 oder 1486 wurde das Rebdorfer Klostergut von Attenbrunn an den Eichstätter Fürstbischof Wilhelm von Reichenau vertauscht. In der hochstiftischen Verwaltung unterstand die Mühle bis zur Säkularisation dem Pfleg- und Kastenamt Dollnstein. 1936 wurde das Mühlrad von einer Turbine abgelöst. Die Mühle wurde 1947 stillgelegt und das Mühlengebäude des 16. Jahrhunderts 1967 abgerissen. Heute wird hier eine Forellenzucht betrieben.
Die Attenbrunnmühle gehörte zur Gemeinde Breitenfurt, bis sie zusammen mit dieser in der Gebietsreform am 1. Januar 1972 in den Markt Dollnstein eingegliedert wurde. 2009 beschloss die Gemeinde Dollnstein, den Weiler mit einem Weilerschild zu kennzeichnen.

## Kapellen
Die Kapelle zur hl. Walburga ist ein Neubau von 1973. Auf dem Verbindungsweg zur Schernfelder Brücke steht linkerhand in einer Obstbaumreihe eine Flurkapelle.